# Šamšír

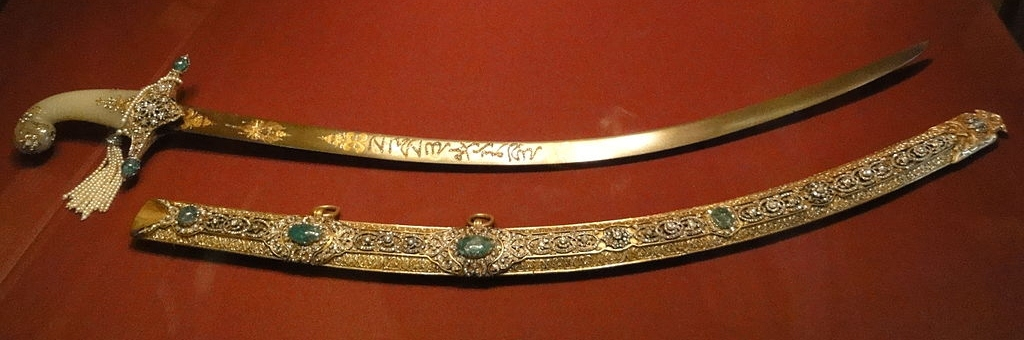
Šamšír

Šamšír (persky شمشیر) je perská šavle seldžuckého původu. Je, zejména u špičky, značně zakřivená, jednosečná, jednoruční, čepel obvykle dosahuje délky 74 až 86 centimetrů.